# Scolomys ucayalensis
Scolomys ucayalensis là một loài động vật có vú trong họ Cricetidae, bộ Gặm nhấm. Loài này được Pacheco miêu tả năm 1991.